# 치비텔라카사노바
치비텔라카사노바(이탈리아어: Civitella Casanova)는 이탈리아 아브루초주 페스카라도에 위치한 코무네다.